# Walter Franze
Walter Franze (* 12. November 1903 in Berlin; † 18. Januar 1971 in Ost-Berlin) war ein deutscher Journalist. Er war von 1946 bis 1949 Chefredakteur der Märkischen Volksstimme und von 1946 bis 1950 Abgeordneter des Landtags Brandenburg.

## Leben

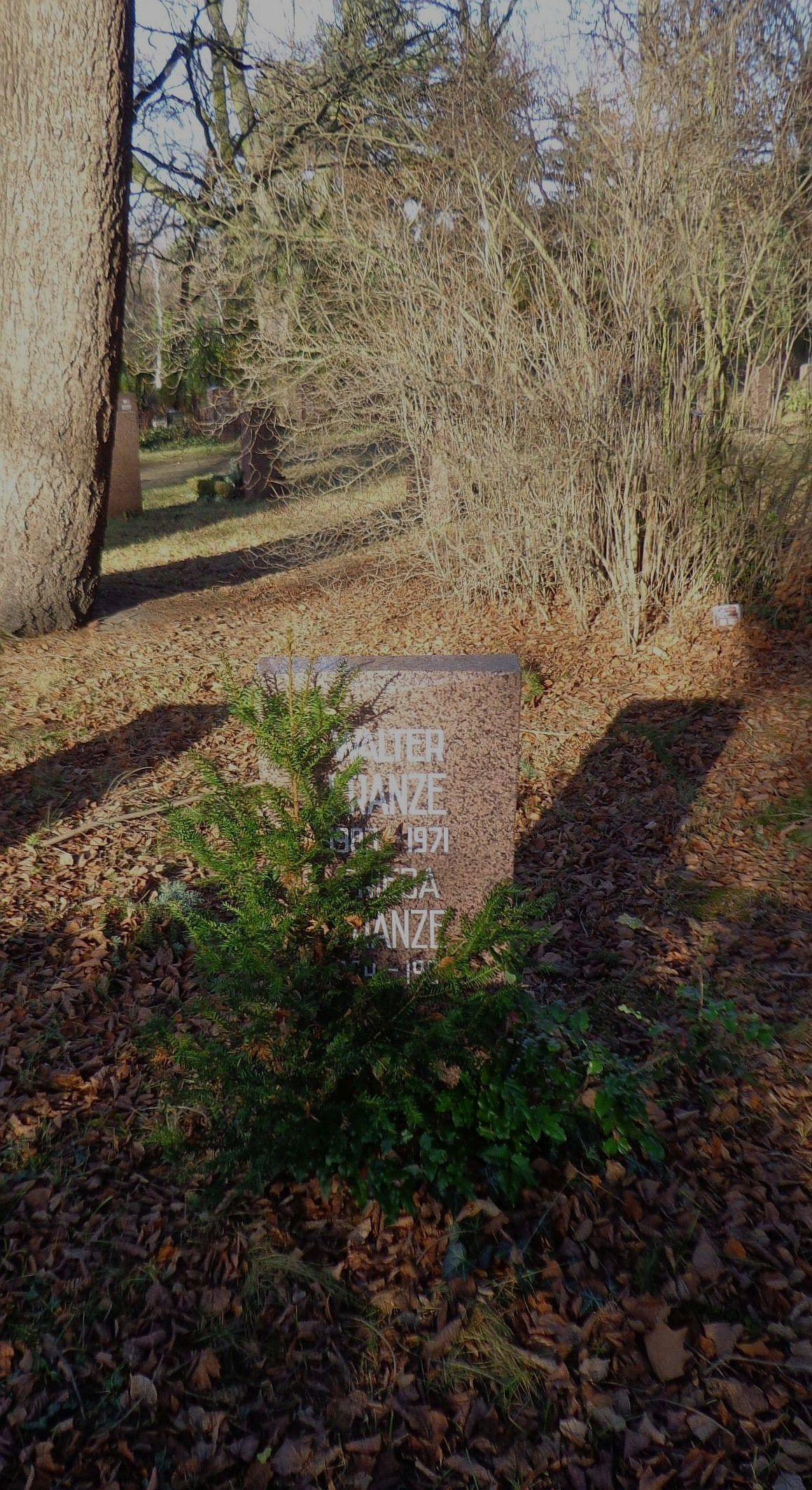
Grabstätte

Walter Franze, Sohn eines Arbeiters, besuchte die Volksschule und wurde zum Klempner und Installateur ausgebildet. Als junger Metallarbeiter wurde er 1921 Mitglied des Deutschen Metallarbeiter-Verbandes (DMV) und der Sozialistischen Arbeiter-Jugend (SAJ). Im Jahr 1924 schloss er sich der Kommunistischen Partei Deutschlands (KPD) an. Als Mitglied des Betriebsrates und der Streikleitung der Berliner Rohrleger wurde er 1929 gemaßregelt und aus dem DMV ausgeschlossen. Von 1931 bis 1933 war er Mitarbeiter der RGO-Reichsleitung und Redakteur der RGO-Zeitung „Der Pionier“. Ab Februar 1933 leistete er illegale Widerstandsarbeit. Er organisierte Betriebszellen und verbreitete antifaschistische Literatur. Von 1936 bis 1944 war er Inhaber eines Handwerksbetriebs. 1945 flüchtete er vor der Einberufung zum Volkssturm und war an der Bildung einer bewaffneten illegalen Widerstandsgruppe aus russischen und französischen Kriegsgefangenen und Zwangsarbeitern beteiligt. Am 20. April 1945 trat er zur Roten Armee über.
Im Mai/Juni 1945 war er von der sowjetischen Besatzungsmacht als Bürgermeister in Mahlsdorf (Krs. Luckenwalde) eingesetzt. Er wurde wieder Mitglied der KPD und war ab August 1945 Chefredakteur der KPD-Zeitung „Volkswille“ in Brandenburg. Ab 1946 Mitglied der Sozialistischen Einheitspartei Deutschlands (SED), leitete er in Potsdam den Aufbau der SED-Zeitung „Märkische Volksstimme“ und war von 1946 bis 1949 gemeinsam mit Ernst Berends deren erster Chefredakteur. Gleichzeitig war er ab November 1946 Abgeordneter des Landtags Brandenburg und ab Dezember 1946 Vorsitzender des VDP-Landesverbandes Brandenburg. Von Mai 1949 bis April 1956 fungierte er als Mitglied des Redaktionskollegiums und zeitweise auch als stellvertretender Chefredakteur des Zentralorgans des ZK der SED  „Neues Deutschland“ in Ost-Berlin. Ab Mai 1950 war er neben Max Keilson 2. Vorsitzender des Landesverbandes Groß-Berlin des VDP, später Vorsitzender des VDP-Bezirksverbandes Berlin. Von  1956 bis 1962 war er Leiter des Verlags „Die Wirtschaft“ (Nachfolger von Heinz Friedrich).
Seine Urne wurde in der Grabanlage Pergolenweg des Berliner Zentralfriedhofs Friedrichsfelde beigesetzt.

## Auszeichnungen
- 1955 Vaterländischer Verdienstorden in Bronze
- 1958 Medaille für Kämpfer gegen den Faschismus 1933 bis 1945
- 1958 Franz-Mehring-Ehrennadel
- Verdienstmedaille der DDR